# Ian Rankin

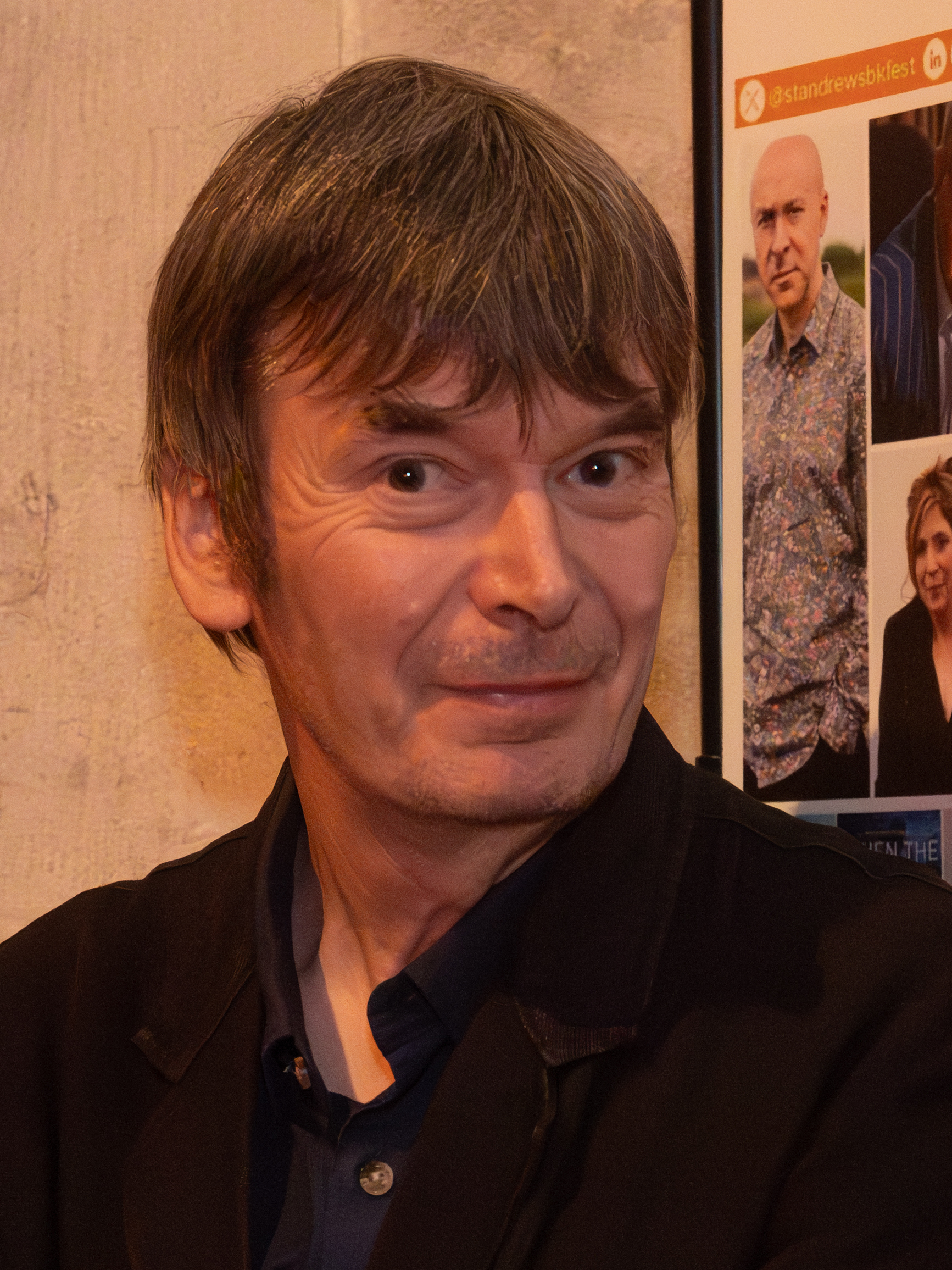
Ian Rankin (2024)

Sir Ian Rankin, OBE (* 28. April 1960 in Cardenden, Fife, Schottland) ist ein britischer Schriftsteller und Krimi-Autor.

## Leben
Rankin erschuf die Figur des Inspector John Rebus, der in Großbritannien sehr populär ist. Die Krimis entwickeln eine komplexe Handlung, dabei wird die schottische Hauptstadt Edinburgh, in der die meisten Romane spielen, als düstere Stadt mit vielen Konflikten gezeigt.
Daneben verfasste Rankin Romane unter dem Pseudonym Jack Harvey; und er ist Mitglied im Komitee für die Vergabe des Hawthornden-Preises, dem ältesten Literaturpreis in Großbritannien. Er lebt mit seiner Frau und zwei Kindern in Edinburgh.

## Auszeichnungen
- 1997: CWA Gold Dagger für Black & Blue (dt. Das Souvenir des Mörders)
- 2001: Palle-Rosenkrantz-Preis für Black & Blue
- 2003: Deutscher Krimipreis – International, Platz 2 für Puppenspiel (The Falls) und Verschlüsselte Wahrheit (The Black Book)
- 2003: Finnischer Krimipreis für die John-Rebus-Reihe
- 2004: Edgar Allan Poe Award – Best Novel für Resurrection Men (dt. Die Tore der Finsternis)
- 2005: Deutscher Krimipreis – International, Platz 1 für Die Kinder des Todes (A Question of Blood)
- 2006: Bester Krimi des Jahres 2005 (5. Platz) in der KrimiWelt-Bestenliste für So soll er sterben (Fleshmarket Close)
- 2005: Grand prix de littérature policière - International für La Mort dans l'âme (Dead Souls; dt. Die Seelen der Toten)
- 2005: Cartier Diamond Dagger für das Gesamtwerk
- 2007: British Book Awards Crime Thriller of the Year für The Naming of the Dead
- 2008: Bester Krimi des Jahres 2007 (9. Platz) in der KrimiWelt-Bestenliste für Im Namen der Toten (The Naming of the Dead)
- 2023: Ritterschlag für Verdienste um die Literatur

## Werke

### Die John-Rebus-Romane
- 1987 Knots and Crosses
  - Verborgene Muster, dt. von Ellen Schlootz, München: Goldmann 2000; ISBN 3-442-44607-4
- 1991 Hide and Seek
  - Das zweite Zeichen, dt. von Ellen Schlootz, München: Goldmann 2001; ISBN 3-442-44608-2
- 1992 Tooth and Nail, auch als: Wolfman
  - Wolfsmale,  dt. von Ellen Schlootz, München: Goldmann 2001; ISBN 3-442-44609-0
- 1992 Strip Jack
  - Ehrensache, dt. von Ellen Schlootz, München: Goldmann 2002; ISBN 3-442-45014-4
- 1993 The Black Book
  - Verschlüsselte Wahrheit, dt. von Ellen Schlootz, München: Goldmann 2002; ISBN 3-442-45015-2
- 1993 Mortal Causes
  - Blutschuld, dt. von Giovanni Bandini, München: Goldmann 2003; ISBN 3-442-45016-0
- 1995 Let it Bleed
  - Ein eisiger Tod, dt. von Giovanni und Ditte Bandini, München: Goldmann 2004; ISBN 3-442-45428-X
- 1997 Black and Blue
  - Das Souvenir des Mörders, dt. von Giovanni Bandini, München: Goldmann 2005; ISBN 3-442-44604-X
- 1998 The Hanging Garden
  - Die Sünden der Väter,  dt. von Giovanni Bandini, München: Goldmann 2006; ISBN 3-442-45429-8
- 1999 Dead Souls
  - Die Seelen der Toten,  dt. von Giovanni Bandini, München: Goldmann 2006; ISBN 3-442-44610-4
- 2000 Set in Darkness
  - Der kalte Hauch der Nacht, dt. von Christian Quatmann, München: Goldmann 2001; ISBN 3-442-54521-8
- 2001 The Falls
  - Puppenspiel, dt. von Christian Quatmann, München: Goldmann 2002; ISBN 3-442-45636-3
- 2002 Resurrection Men
  - Die Tore der Finsternis, dt. von Claus Varrelmann und Annette von der Weppen, München: Goldmann 2003; ISBN 3-442-45833-1
- 2003 A Question of Blood
  - Die Kinder des Todes, dt. von Claus Varrelmann, München: Goldmann 2004; ISBN 3-442-54550-1
- 2004 Fleshmarket Close
  - So soll er sterben, dt. von Heike Steffen und Claus Varrelmann, München: Goldmann 2005; ISBN 3-442-54550-1
- 2006 The Naming of the Dead
  - Im Namen der Toten, dt. von Juliane Gräbener-Müller, München: Goldmann 2007; ISBN 3-442-54606-0
- 2007 Exit Music
  - Ein Rest von Schuld, dt. von Giovanni und Ditte Bandini, München: Manhattan 2008; ISBN 978-3-442-54639-8
- 2012 Standing in Another Man's Grave
  - Mädchengrab, dt. von Conny Lösch, München: Manhattan 2013; ISBN 978-3-442-54722-7.
- 2013 Saints of the Shadow Bible
  - Schlafende Hunde, dt. von Conny Lösch, München: Manhattan 2014. ISBN 978-3-442-54723-4.
- 2015 Even Dogs in the Wild
  - Das Gesetz des Sterbens, dt. von Conny Lösch, München: Manhattan 2016, ISBN 978-3-442-54772-2.
- 2017 Rather be the Devil
  - Ein kalter Ort zum Sterben, dt. von Conny Lösch, München: Goldmann 2017, ISBN 978-3-442-31461-4
- 2018 In a House of Lies
  - 2019 Ein Haus voller Lügen, dt. von Conny Lösch, München: Goldmann 2019, ISBN 978-3-442-31525-3
- 2020 A Song for the Dark Times
  - 2022 Ein Versprechen aus dunkler Zeit, dt. von Conny Lösch, München: Goldmann 2022, ISBN 978-3-442-31558-1
- 2022 A Heart Full of Headstones
  - 2023 Das Erbe der Toten, dt. von Conny Lösch, München: Goldmann 2023, ISBN 978-3-442-31695-3
- 2024 Midnight and Blue
  - (noch nicht übersetzt)

### Malcolm-Fox-Romane
- 2009 The Complaints
  - Ein reines Gewissen, dt. von Juliane Gräbener-Müller, München: Manhattan 2010. ISBN 978-3-442-54650-3
- 2011 The Impossible Dead
  - Die Sünden der Gerechten, dt. von Conny Lösch, München: Manhattan 2011. ISBN 978-3-442-54652-7

-- Standing in Another Man´s Grave (Mädchengrab),  Saints of the Shadow Bible (Schlafende Hunde), Even Dogs in the Wild (Das Gesetz des Sterbens) und In a house of lies (Ein Haus voller Lügen) aus der John Rebus-Reihe sind gleichzeitig Malcolm Fox-Romane.

### Andere Romane
- 1986 The Flood
  - Das dunkle Herz der Schuld, dt. von Xenia Osthelder, München: Goldmann 2011. ISBN 978-3-442-46338-1
- 1988 Watchman
  - Der diskrete Mr. Flint, dt. von Claus Varrelmann, München: Goldmann 2006. ISBN 3-442-54623-0
- 1990 Westwind
  - Der Hinterhalt, dt. von  Rainer F. Schmidt, München: Goldmann 2022. ISBN 978-3-442-49239-8
- 2008 Doors Open
  - Der Mackenzie Coup, dt. von Giovanni und Ditte Bandini, München: Goldmann 2009. ISBN 978-3-442-54651-0
- 2009 A Cool Head
  - Ein kaltes Herz, dt. von Giovanni und Ditte Bandini, München: Goldmann 2010. ISBN 978-3-442-47134-8
- 2021 The Dark Remains
  - Das Dunkle bleibt, dt. von Conny Lösch, Kunstmann Verlag, München 2022. ISBN 978-3-95614-508-7 (vervollständigt aus dem Nachlass von William McIlvanney)

### Unter dem Pseudonym Jack Harvey veröffentlichte Romane
- 1993 Witch Hunt
  - Die Kassandra Verschwörung, dt. von Bärbel und Velten Arnold, München: Goldmann 2008; ISBN 978-3-442-46375-6
- 1994 Bleeding Hearts
  - Bis aufs Blut, dt. von Giovanni Bandini, München: Goldmann 2008. ISBN 978-3-442-46376-3
- 1995 Blood Hunt
  - Sein Blut soll fließen, dt. von Giovanni und Ditte Bandini, München: Goldmann 2009; ISBN 978-3-442-46374-9

### Kurzgeschichten
- 1992 A Good Hanging and Other Stories
  - Eindeutig Mord, dt. von Giovanni Bandini, München: Goldmann 2008; ISBN 978-3-442-45604-8
- 1998 Death Is Not the End (eine John Rebus-Novella)
- 2002 Beggars Banquet (enthält sieben John Rebus-Geschichten und Death is not the End)
  - Der Tod ist erst der Anfang, dt. von Giovanni und Ditte Bandini und Juliane Gräbner-Müller, München: Goldmann 2010; ISBN 978-3-442-45605-5
- 2005 The Complete Short Stories (enthält die Storys aus A Good Hanging und Beggars Banquet sowie die Rebus-Story Atonement)
  - Rebus, dt. von Giovanni und Ditte Bandini und Conny Lösch, München: Goldmann 2017; ISBN 978-3-442-48538-3

### Graphic Novel
- 2009 Dark Entries, mit Werther Dell'Edera (Zeichner)
- 2013 The Lie Factory, mit Timothy Truman (Zeichner).  Veröffentlicht als Teil der Rory Gallagher Vinyl- / CD-Box, Kickback City[2].

### Hörbücher
- Der Mckenzie Coup. Gelesen von Heikko Deutschmann, Der Audio Verlag (DAV), Berlin, 2009, ISBN 978-3-89813-853-6 (Lesung, 4 CDs, 299 Min.)

## Verfilmungen

### Die Rebus-Serie
Das schottische Fernsehen produzierte von 2000 bis 2007 die Serie Rebus mit insgesamt 14 Folgen nach Romanen und Erzählungen von Ian Rankin. Die Rolle des John Rebus spielte in der ersten Staffel (vier Folgen) John Hannah, der von Rankin als Fehlbesetzung angesehen wurde, später Ken Stott. (Die vierte Folge, Mortal Causes, wurde wegen der Ereignisse am 11. September 2001 in New York erst drei Jahre später ausgestrahlt.)
- 2000 Black and Blue (Regie: Martyn Friend, Buch: Stuart Hepburn)
- 2001 The Hanging Garden (Regie: Maurice Phillips, Buch: Stuart Hepburn, Ben Brown, Philip Palmer)
- 2001 Dead Souls (Regie: Maurice Phillips, Buch: Stuart Hepburn)
- 2001 Mortal Causes (Regie: Dave Moore, Buch: Mark Greig - ausgestrahlt 2004)
- 2006 The Falls (Regie: Matthew Evans, Buch: Daniel Boyle - Rankin hat einen Kurzauftritt als Fußgänger)
- 2006 Fleshmarket Close (Regie: Matthew Evans, Buch: Daniel Boyle)
- 2006 Black Book (Regie: Roger Gartland, Buch: David Kane)
- 2006 A Question of Blood (Regie und Buch: Matthew Evans)
- 2006 Strip Jack (Regie: Matthew Evans, Buch: Robert Murphy)
- 2006 Let It Bleed (Regie: Roger Gartland, Buch: David Kane)
- 2007 Ressurection Men (Regie: Roger Gartland, Buch: David Kane)
- 2007 The First Stone (Regie: Morag Fullarton, Buch: Colin Bateman)
- 2007 The Naming of the Dead (Regie: Martyn Friend, Buch: David Kane)
- 2007 Knots and Crosses (Regie und Buch: Roger Gartland)

### Andere
- 2007 Reichenbach Falls (Fernsehfilm, Regie: John McKay)
- 2012 Doors Open (Fernsehfilm, Regie: Marc Evans)